# Upplands runinskrifter ATA5735/59
Upplands runinskrifter ATA5735/59, U ATA5735/59, är tre vikingatida runstensfragment av granit som hittades vid Eds kyrka, Eds socken och Upplands-Väsby kommun. Två av de tre fragmenten förvaras på Upplands Väsbys hembygdsgård.

## Inskriften
Translitterering av runraden:
§A ... ...ftir · su... 
§B ...(k)... 
§C ...(l)...
Normalisering till runsvenska:
§A ... [æ]ftiʀ ... 
§B ... 
§C ...
Översättning till nusvenska:
... (e)fter ...